# Sonda (lanciatore)

AEB Sonda family

I razzi della serie Sonda sono i primi razzi brasiliani, lanciati del Cosmodromo della Barreira do Inferno. Si tratta di razzi-sonda utilizzati in missioni suborbitali di esplorazione dello spazio, capaci di lanciare carichi utili per esperimenti scientifici e tecnologici.
Questi razzi sono serviti come base per il razzo Veicolo Lanciatore di Satelliti.

## Versioni

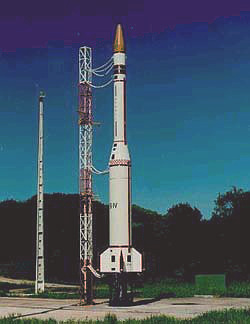
Razzi Sonda IV-03

I razzi della serie Sonda sono stati costruiti in quattro versioni (Sonda 1, 2, 3 e 4), lanciate tra il 1965 ed il 2002. Si tratta di lanciatori solitamente a due stadi, con l'eccezione del Sonda 2 che è un monostadio.

### Sonda I
Sonda I è un razzo a due stadi, con un'altitudine massima di volo di 65 km. È stato lanciato 9 volte tra il 1965 e il 1966. 

### Sonda II
Sonda II è un razzo a stadio singolo, con un'altitudine massima di volo di 180 km. È stato lanciato 15 volte tra il 1990 e il 1996.

### Sonda III
Sonda III è un razzo a due stadi disponibile in tre versioni, Sonda III, Sonda III M1 e Sonda IIIA. 
Le prime due versioni del razzo hanno un'altitudine massima di volo di 600 km, tuttavia il Sonda III pesa 1500 kg mentre il Sonda III M1 pesa 1400 kg al momento del lancio; il Sonda IIIA è invece una versione più moderna del Sonda III. È stato lanciato 28 volte tra il 1976 e il 2002.

### Sonda IV
Sonda IV è un razzo a due stadi,  con un'altitudine massima di volo di 800 km. È stato lanciato 4 volte tra il 1984 e il 1989. 

## Descrizione tecnica
| Dati tecnici         | Sonda 1          | Sonda 2          | Sonda 3          | Sonda 4          |
| -------------------- | ---------------- | ---------------- | ---------------- | ---------------- |
| Massa al lancio (kg) | 100              | 400              | 1 500            | 7 200            |
| Lunghezza (m)        | 4,5              | 5,6              | 8                | 11               |
| Diametro (m)         | 0,11             | 0,3              | 0,3              | 1,01             |
| Numero stadi         | 2                | 1                | 2                | 2                |
| Spinta (kN)          | 27               | 36               | 102              | 203              |
| Apogeo (km)          | 65               | 180              | 600              | 800              |
| Primo lancio         | 1º aprile 1965   | 21 febbraio 1990 | 26 febbraio 1976 | 21 novembre 1984 |
| Ultimo lancio        | 12 novembre 1966 | 28 agosto 1996   | 12 maggio 2002   | 28 marzo 1989    |
| Numero lanci         | 9                | 15               | 28               | 4                |

## Evoluzione
Dal lancio dei razzi Sonda IV, iniziò il progetto per un veicolo di lancio in grado di posizionare i satelliti in orbita bassa, che sarebbe diventato il Satellite Launch Vehicle (VLS). Inoltre, il motore S40 è stato utilizzato per creare un nuovo razzo da sondaggio, il VS-40.